# Podporúchik
Podporúchik (подпоручик) es el grado inferior de oficial en el ejército ruso, introducido en Rusia por Pedro I de Rusia en 1703. XIII clase de Infantería, XII clase de artillería e ingenieros, y X clase de otras armas. Con la supresión en 1884 para tiempos de paz del grado de “Podporúchik”, se convierte en el grado de  “oficial primero” excepto para ejércitos de caballería y cosacos, donde es el grado de corneta o ayudante.
En el Servicio Civil ruso y soviético,  es el cargo de Secretario de Gobierno. 
En el Ejército Polaco, en Checoslovaquia y en el ejército popular yugoslavo es el primer grado inferior de la oficialidad.
Dependiendo de los casos, se puede traducir como subteniente, sargento mayor, alférez, teniente segundo, teniente tercero o teniente primero, dependiendo de los ejércitos de que se trate.
- Datos: Q2397385
- Multimedia: Podporuchik epaulettes / Q2397385